# Povijest dinamike i kinematike
Povijest dinamike i kinematike započinje zapravo s renesansom koja je imala glavnu zaslugu. O dinamici je stari svijet imao nepotpuno i djelomično posve pogrešne predstave. Tako oštri mislioci kao antički Grci u matematici i filozofiji nisu razvili ni najosnovnije dinamičke pojmove. Tek ponegdje nailazimo na tragove dinamičkih načela, no sveukupna slika o gibanju tijela je mutna i mistična. Nedovoljno iskustvo navelo je Grke na mišljenje da gibanje nekog tijela traje samo tako dugo dok na tijelo djeluje sila. Kada prestaje djelovanje takve sile, tada prestaje i gibanje tijela. Budući da se sve u svemiru neprestani kreće, morao bi biti netko tko čitav taj svijet stalno pokreće. I o padanju tijela nailazimo u Aristotelovoj fizici na sasvim pogrešne stavke. Na spekulativan način dokazuje Aristotel, da teža tijela padaju brže, a lakša polaganije. Poput ostalih idealističkih filozofa on se malo brine za iskustvo. 
Dok se o prirodi samo spekuliralo, bilo je Aristotelovo mišljenje dobro kao i svako drugo, međutim s razvojem eksperimentalnih metoda (pokusi) na početku novog vijeka ubrzo su se pokazala neodrživim stara dinamička shvaćanja. Neumornim skupljanjem iskustva i stvaranjem eksperimentalne metodike, koja ostvaruje što jednostavnije fizikalne odnose, dinamika je napredovala korak po korak. Jedan od prvih je L. da Vinci koji je djelomično spoznao zakone gibanja na kosini. Nastavljajući takva ispitivanja, došao je G. Galilei do zakona slobodnog pada i gibanja po kosini. Galilei je vrlo točno odredio osnovne pojmove mehanike, kao brzinu, ubrzanje, jednoliko pravocrtno gibanje i jednoliko ubrzano gibanje. Čitava dalja izgradnja dinamike temelji se na njegovu radu. Galilei je spoznao slobodni pad kao osobiti slučaj jednolikog ubrzanog gibanja, i on je iz definicije jednoliko ubrzanog gibanja izveo zakone slobodnog pada. Svestrani pokusi su pokazali da u zrakopraznom prostoru sva tijela padaju jednako brzo. Pored zakona slobodnog pada, Galilei je postavio i zakone gibanja na kosini. Granični slučaj gibanja na kosini je gibanje na vodoravnoj ravnini, gibanje jednoliko po pravcu. 
Pomnim ispitivanjima Galilei je utvrdio da se na vodoravnim glatkim ravninama kreću tijela to dalje što je trenje manje. Poopćivši takva iskustva, Galilei je postavio temeljni zakon da se sva tijela izvan djelovanja sila kreću konstantnom brzinom po pravcu ili miruju. Pojam tromosti ili inercije bio je s razvojem ratne tehnike, pušaka i topova pripravljen; njegovo opće određivanje bilo je samo pitanje vremena. 

## Prostor i vrijeme
Osnove klasične mehanike čini staro shvaćanje prostora i vremena. Euklidski prostor i univerzalno vrijeme su temelji na kojima se izgrađuje klasična mehanika. Opisivanje staza fizikalnih tijela pripada euklidskoj geometriji, točno određivanje vremena postizava se satovima koji se mogu ravnati astronomskim promatranjima (astrometrija). 

### Jednoliko gibanje po pravcu
Najjednostavnije gibanje je jednoliko gibanje po pravcu. Kod jednolikog gibanja prevali fizikalno tijelo u istim vremenskim razmacima jednako duge putove, a put je pravac. Jednoliko gibanje po pravcu predstavlja na primjer kotrljanje biljarske kuglice na glatkom, vodoravnom stolu. Metrima i sekundama mjeri se osnovna kinematička veličina - brzina. Brzina je jednaka duljini puta u jednoj sekundi. Ako je poznata brzina, može se onda odmah proračunati put što ga tijelo prijeđe za određeno vrijeme. Trkač s brzinom od 10 m/s prijeđe poslije jedne sekunde 10 m, poslije dvije sekunde 20 m, poslije tri sekunde 30 m i tako dalje. Put je dan umnoškom brine i vremena. Kod svakog jednolikog gibanja po pravcu vrijedi zakon:
{\displaystyle {\mbox{put}}={\mbox{brzina}}\cdot {\mbox{vrijeme}}}
Označimo li put slovom s, brzinu s v, a vrijeme s t, tada možemo taj kinematički odnos izraziti simboličkim izrazom:
{\displaystyle s=v\cdot t}
Tako jednostavno može se put proračunati samo kod jednolikih gibanja po pravcu. Uistinu nema u prirodi potpuno jednolikih gibanja. Ona predstavljaju samo idealan slučaj, kojemu se možemo dovoljno približiti. Kod svih gibanja koja opažamo u svakidašnjem životu stalno se mijenja brzina. Kako se može mjeriti takva brzina? Sigurno ne prevaljenim putem u jednoj sekundi jer se u toj sekundi brzina stalno mijenja. Kod slobodnog pada naraste brzina u prvoj sekundi od 0 do 9,81 m/s. Međutim, možemo pretpostaviti da je u vrlo malom vremenu brzina gotovo konstantna. Promjene su znatne tek u većim vremenskim razmacima. Promatramo li vrlo male vremenske razmake, možemo brzinu smatrati istom u čitavom tom malom vremenskom rasponu (intervalu). Put što ga prevali tijelo u tom malom vremenu može se točno izmjeriti. Tada je taj put jednak umnošku brzine i toga malog vremena. Prevaljeni put označit ćemo s Δs, malo vrijeme s Δt, a nepoznatu brzinu s v. Prevaljeni put u tom malom vremenu tada je simbolički izražen i jednak:
{\displaystyle \Delta s=v\cdot \Delta t}

### Jednoliko ubrzano gibanje po pravcu
Najjednostavnije gibanje pri promjenjivoj brzini je jednoliko ubrzano gibanje. Kod jednoliko ubrzanog gibanja raste ili se umanjuje brzina poslije svake sekunde za isti iznos. Brzina slobodnog pada povećava se poslije svake sekunde za 9,81 m/s ili jednostavno 10 metara u sekundi. Poslije prve sekunde padanja tijelo ima brzinu od 10 metara u sekundi, poslije druge sekunde 20 m/s, poslije desete sekunde 100 m/s, i tako dalje. Jednoliko usporeno gibanje možemo promatrati, ako tijelo bacimo s velikom brzinom uvis. Tada se brzina tijela u svakoj sekundi umanjuje za 10 m/s. Prirast ili usporenje brzine u jednoj sekundi zovemo ubrzanje ili akceleracija. Ubrzanje slobodnog pada iznosi 9,81 m/s2. Ako poznamo ubrzanje, tada možemo proračunati brzinu koju ima tijelo poslije nekog vremena. Kod jednoliko ubrzanog gibanja brzina tijela jednaka je umnošku ubrzanja i vremena:
{\displaystyle {\mbox{brzina}}={\mbox{ubrzanje}}\cdot {\mbox{vrijeme}}}
Označimo li ubrzanje s a, možemo taj kinematički odnos pisati simbolički:
{\displaystyle v=a\cdot t}
Jednoliko ubrzano gibanje također je idealan slučaj, koji je u prirodi samo djelomično ostvaren. Ubrzanja i usporenja mijenjaju se stalno kod stvarnih gibanja. Na primjer kad tijela padaju u zraku, prvo je vrijeme ubrzanje gotovo stalno, no što je brzina veća, to postaje otpor zraka veći; zbog trenja tijela u zraku stvarno ubrzanje se umanjuje. 
Opet se može govoriti o ubrzanju u nekoj točki staze tijela, ako promatramo sasvim male vremenske razmake. Ako se u vrlo kratkom vremenu Δt promijenila brzina tijela za Δv, tad je ubrzanje a dato izrazom:
{\displaystyle \Delta v=a\cdot \Delta t}
Ubrzanje je dakle u pojedinoj točki staze određeno prirastom brzine u vrlo kratkom vremenskom razmaku. Prema tome je ubrzanje jednako:
{\displaystyle a={\Delta v \over \Delta t}}
Treba naglasiti da se pod promjenom brzine razumijeva uvijek promjena s obzirom na veličinu i smjer. Pri gibanju u pravcu računamo u jednom smjeru pravca brzinu kao pozitivnu veličinu, a u suprotnom smjeru kao negativnu veličinu.

### Paralelogram brzina
Gibanja u prirodi nastaju često slaganjem više brzina. Za slaganje brzina vrijedi isti zakon kao i za slaganje sila; ono se ravna po zakonu paralelograma. Kreće li se brod prema nama s određenom brzinom, a neki putnik na brodu trči okomito na smjer vožnje, tada taj putnik ima prema nama brzinu kosu na smjer vožnje. Putnikova brzina je jednaka duljini dijagonale u paralelogramu, kojemu je jedna stranica jednaka brzini broda, a druga brzini putnika na brodu. Po metodi paralelograma mogu se jednostavno odrediti brzine koje nastaju sastavljanjem drugih brzina. Na isti način određuju se i promjene brzine gdje se mijenja i sam smjer gibanja. Promatrajmo brzinu nekog tijela u dva bliska trenutka t1 i t2. U vrijeme t1 ima tijelo brzinu v1, a u vrijeme t2 brzinu v2. Brzine u ta dva trenutka neka su različite i po veličini i po smjeru. Iz jedne točke nanesimo obje brzine kao dvije dužine, od kojih je svaka jednaka jednoj brzini, a smjer tih dužina podudara se sa smjerom brzina. Promjena brzine jednaka je tada spojnici između obiju dužina. To je sasvim jasno po zakonu paralelograma. Prvotna brzina v1 povećana za promjenu brzine Δv mora biti upravo jednaka brzini u vrijeme t2. Određenje promjene brzina sliči dakle obrnutom geometrijskom procesu od sastavljanja brzina. Ako brzine imaju stalno isti smjer, tada se slaganje i rastavljanje brzina događa na istom pravcu. 
Put, vrijeme, brzina i ubrzanje temeljni su pojmovi kinematike. Tim je pojmovima iscrpno određeno gibanje. Put i vrijeme su nezavisne veličine, koje se moraju pokusima odrediti. Iz tih osnovnih veličina mogu se tada proračunati brzina i ubrzanje. 

## Newtonov zakon gibanja
Zadatak mehanike je određenje zakona gibanja. Središnji pojam čitave mehanike je sila. Po Newtonu su promjene brzina fizikalnih tijela uzrokovane silama. Poznamo li sile koje djeluju na neko fizikalno tijelo, možemo računski odrediti staze koje tijela opisuju u prostoru i vremenu. 
Zacijelo pri tom nije dovoljno znati samo sile, već moramo poznavati i mase tijela. Na pojam mase bio je Newton naveden temeljnom činjenicom da ista sila podaje različitim mehaničkim tijelima različita ubrzanja. Na primjer, isti udarac čekića naglo odbacuje biljarske kuglice, a tek malo pokreće veliku olovnu kuglu. Iz postojanja jadnakih sila možemo postaviti mjeru mase. Jednaka sila može se proizvesti na primjer određenim rastezanjem elastične opruge. Smatramo da su dvije mase jednake ako im ista sila daje isto ubrzanje. Većim masama smatramo one kojima ista sila daje manje ubrzanje. Veličina dviju masa odnose se obrnuto kao njihova ubrzanja. Označimo li masu jednog tijela s m1, masu drugog tijela s m2, ubrzanje prvog tijela s a1 i drugog s a2, tad postoji odnos:
{\displaystyle {m_{1} \over m_{2}}={a_{2} \over a_{1}}}
Kao jedinica mase utvrđen je jedan kilogram. To je bila masa koju ima 1 dm3</sup> vode kod normalnog tlaka i temperature od 4 °C. Newton određuje masu upravo kao količinu materije. Newtonovo određenje znači da 2 dm3 vode imaju dvostruku masu, 3 dm3 trostruku masu, i tako dalje. Što je veća količina materije, to veći otpor pruža promjeni svoga gibanja. 
Prema Newtonu su ubrzanja fizikalnih tijela prouzrokovana djelovanjima sila na tijela. Istoj masi veće sile daju veće ubrzanje. Što je veća sila, to je veće ubrzanje. S druge strane, ista sila daje većim masama manje ubrzanje. Oba ta dva zakona mogu se ujediniti u izraz:
{\displaystyle {\mbox{sila}}={\mbox{masa}}\cdot {\mbox{ubrzanje}}}
Silu ćemo označiti slovom F (lat. fors). Tada Newtonov zakon gibanja možemo pisati simbolički:
{\displaystyle F=m\cdot a}
ili da budemo precizniji:
{\displaystyle {\vec {F}}=m\cdot {\mathrm {d} {\vec {v}} \over \mathrm {d} t}}
Sile se mjere umnoškom mase i ubrzanja. Mjerna jedinica sile je njutn (oznaka N). To je sila, koja jednom kilogramu u jednoj sekundi daje ubrzanje od 1 m/s2. Sila teža na 1 kilogram mase daje ubrzanje od 9,81 N (jer je ubrzanje sile teže g = 9,81 m/s2.
Kada nema sile, isčezava i ubrzanje. Tijelo izvan djelovanja sila kreće se sa stalnom brzinom po pravcu. Veličina sila je određena međusobnim udaljenostima tijela. 
Znamo li u jednom trenutku položaje i brzine svih fizikalnih tijela danih masa, tad iz Newtonov zakona gibanja, na osnovu poznatih sila, možemo (barem u načelu) odrediti ubrzanje svih masa u tom času, a time ujedno i položaje i brzine u daljem vrlo blizom času. No kad znamo ubrzanje, tada možemo odmah izračunati brzine i položaje tijela u sljedećim vrlo bliskim trenucima. Iz tih novih položaja slijede po Newtonovu zakonu opet nova ubrzanja, a time opet položaj i brzine u daljim trenucima. Poznavanje položaja i brzina svih masa u nekom trenutku određeno je jednoznačno Newtonovom jednadžbom gibanje mehaničkih tijela za sva vremena. To je klasično načelo kauzalnosti. 
Same sile ne primjećujemo neposredno, već samo ubrzanja što ih one daju fizikalnim tijelima. Promatrajući planetni sistem, opažamo doduše ubrzanja i usporenja planeta, ali same sile ne vidimo. Ta okolnost navela je neke fizičare da uopće odbace sile kao stvarne čimbenike. G. R. Kirchhoff je u svojim poznatim predavanjima o mehanici izrekao da sila nije ništa drugo do matematički simbol za umnožak mase i ubrzanja. Tom se mišljenju priklonio i poznati povjesničar fizike E. Mach. H. Poincaré je išao još dalje od Kirchhoffa tvrdeći, da su i mase samo matematičke konstante koje je zgodno unositi u račun. Sama sila je za njega antropomorfan (čovjekolik) pojam, koji nema mjesta u okviru prirodnih znanosti. Takvo shvaćanje Newtonove mehanike je zabluda. Ono je tipičan izraz stajališta koje se ograničuje samo na vidljive veličine, a odbacuje sve ono što se ne opaža neposredno osjetilima. Fizikalno značenje sile osniva se međutim na nesumljivom međusobnom djelovanju između fizikalnih tijela. Učinak te međusobne povezanosti izrazio je Newton silom. Dok se umnožak masa x ubrzanje odnosi samo na pojedino tijelo, sila zavisi od međusobnih položaja svih tijela. Međusobno djelovanje očituje se za pojedino tijelo u jednoj fizikalnoj veličini, u Newtonovoj sili. Iako se u vrijeme postanka klasične mehanike još ništa detaljnije nije moglo reći o prirodi međusobnog djelovanja, ipak su Newton i drugi suvremenici jasno spoznali gdje treba da se počne. Tako Newtonova sila ima privremeni karakter, ona izriče odnose koje treba dalje proučiti. Takvo je proučavanje upravo i dovelo do otkrića elektromagnetskog polja. Usprkos svome privremenom karakteru, Newtonove sile imaju dobar fizikalni smisao, koji će ih učiniti trajnim posjedom fizike. Odredimo li naime neku silu (napetost elastične opruge, silu težu, električnu silu) umnoškom mase i ubrzanja, mogu se određenom silom proračunati kasnija ubrzanja za sve različite mase na koje bi ta sila djelovala. To znači da fizikalno značenje sile nije isto umnošku mase i ubrzanja, jer taj umnožak ima značenje samo za pojedinu masu i njeno ubrzanje. 
Određivanje Newtonova zakona gibanja sporedno pretpostavlja opstanak prostorno-vremenskog sustava u kojemu vrijedi taj zakon. Određenje staze vezano je za neki sustav, u kojemu kroz neko vrijeme mjerimo položaj mase. Zbog svoje vrtnje (rotacije) ne može Zemlja biti u strogom smislu upotrebljana za takve sustave. Motritelju na Zemlji prikazuju se i ona gibanja zakrivljena i nejednolika na koja ne djeluju vanjske sile, na primjer prividno kruženje Sunca oko Zemlje. Koordinatni sustav motritelja ne smije se ni vrtjeti niti smije biti u ubrzanom gibanju da u njemu vrijedi Newtonov zakon gibanja. Praktički se potpuno ne da nikada ostvariti takav sustav jer su sva fizikalna tijela podvrgnuta međusobnim djelovanjima, dakle i ubrzanjima. Najbolje ostvarenje sustava, u kojemu vrijedi Newtonov zakon gibanja, sustav je zvijezda stajačica. Mjereći sva gibanja tijela u tom sistemu, dobivamo zaista slaganje s Newtonovim zakonom. Tako se u sustavu zvijezda stajačica čitav Sunčev planetarni sustav kreće stalnom brzinom po pravcu. Time je potvrđeno Galileievo načelo ustrajnosti. Gravitacijske sile zvijezda na naš sustav tako su sitne da se mogu potpuno zanemariti. 
Budući da se zakon gibanja odnosi samo na promjenu brzine, a ne na brzine same, taj zakon vrijedi i u svim onim sustavima koji se kreću stalnom brzinom prema sustavu zvijezda stajačica. U svim sustavima koji se međusobno kreću stalnim brzinama (bez ubrzavanja) vrijede isti mehanički zakoni. Ta jednakovaljanost sustava u jednolikom gibanjima klasično je načelo relativnosti. Svatko je već mogao promatrati da u vlaku, kada se jednoliko kreće, vrijede isti mehanički zakoni kao i na zemlji. Pustimo li, na primjer da u vagonu pada tijelo, nalazimo iste zakone pada kao i na zemlji. Kad se vlak uspori ili ubrza, tek tada često drastično opažamo da se nalazimo u sustavu u kojem vrijede drugi zakoni.